# 부산광역시도 제66호선
부산광역시도 제66호선은 부산광역시의 내부순환도로를 이르는 말이다. 부산광역시 사하구 신평동 66호 광장에서 출발하여 천마터널, 남항대교, 부산항대교, 광안대교, 남해고속도로 연결도로, 강변대로 등을 경유하여 사하구 신평동 66호 광장으로 돌아온다. 을숙도대교와 천마터널을 잇는 장림지하차도, 북구 만덕동과 해운대구 센텀시티를 잇는 대심도가 공사중이다.

## 역사
- 2003년 1월 6일: 광안대교 개통
- 2008년 7월 9일: 남항대교 개통
- 2014년 5월 22일: 부산항대교 개통
- 2014년 10월 7일: 영도고가교 개통[1]
- 2016년 3월 31일: 신선대지하차도 개통[2]
- 2019년 3월 30일: 천마터널 및 연결도로(감천지하차도) 총 3.28 km 구간 개통[3]

## 경유하는 도로
- 을숙도대로 - 천마터널 - 남항대교 - 남항·부산항대교 영도연결도로 - 부산항대교 - 동명오거리(신선대지하차도) - 광안대로 - 수영강변대로 - 만덕~센텀 고속화도로 - 만덕대로 - 남해고속도로 - 강변대로

## 경유지
부산광역시
- 사하구 - 서구 - 영도구 - 남구 - 해운대구 - 연제구 - 동래구 - 북구 - 사상구 - 사하구

## 노선
- (■): 자동차 전용도로 구간

| 구간                          | 이름                                                                   | 접속 노선 | 소재지     | 소재지                                                               | 비고        |
| ----------------------------- | ---------------------------------------------------------------------- | --- | ---------- | -------------------------------------------------------------------- | ----------- |
| 을숙도대로                    | 을숙도대교 교차로 (66호 광장)                                          | 부산광역시도 제43호선 (다대로) 부산광역시도 제77호선 (을숙도대로)                                                             | 부산광역시 | 사하구                                                               |             |
| 을숙도대로                    | (이름 없음)                                                            | 하신번영로 | 부산광역시 | 사하구                                                               |             |
| 을숙도대로                    | 신평장림산업단지사거리                                                 | 부산광역시도 제1002호선 (하신중앙로)                                                                                          | 부산광역시 | 사하구                                                               |             |
| 을숙도대로                    | 기동대입구 교차로                                                      | 부산광역시도 제1003호선 (장평로)                                                                                              | 부산광역시 | 사하구                                                               |             |
| 을숙도대로                    | 사하경찰서사거리                                                       | 부산광역시도 제43호선 (다대로)                                                                                                | 부산광역시 | 사하구                                                               |             |
| 을숙도대로                    | 구평고개사거리                                                         | 서포로 장림로 을숙도대로709번길                                                                                               | 부산광역시 | 사하구                                                               |             |
| 을숙도대로                    | 구평초등학교삼거리                                                     | 부산광역시도 제6601호선 (사하로)                                                                                              | 부산광역시 | 사하구                                                               |             |
| 을숙도대로                    | 감천지하차도                                                           | 을숙도대로 | 부산광역시 | 사하구                                                               |             |
| 천마터널                      | 천마터널                                                               | | 부산광역시 | 사하구                                                               | 연장 1,510m |
| 천마터널                      | 천마터널                                                               | 서구 | 부산광역시 |                                                                      | 연장 1,510m |
| 천마터널                      | 천마 요금소                                                            | | 부산광역시 |                                                                      |             |
| 천마터널                      | (남항대교 서단)                                                        | 부산광역시도 제53호선 (충무대로)                                                                                              | 부산광역시 |                                                                      |             |
| 남항대교                      | (남항대교 서단)                                                        | 부산광역시도 제53호선 (충무대로)                                                                                              | 부산광역시 |                                                                      |             |
| 남항대교                      |                                                                        | | 부산광역시 |                                                                      |             |
| 영도구                        |                                                                        | | 부산광역시 |                                                                      |             |
| 영도연결도로                  | (영선아래사거리)                                                       | 부산광역시도 제6101호선 (절영로) 영선대로                                                                                     | 부산광역시 | 영도 방면으로만 진출 가능 을숙도 방면으로만 진입 가능                |             |
| 영도연결도로                  | (부산저유소삼거리)                                                     | 부산광역시도 제63호선 (태종로)                                                                                                | 부산광역시 | 부산항 방면으로만 진입 가능 영도 방면으로만 진출 가능                |             |
| (명칭 미정)                   | 부산항대교                                                             | | 부산광역시 |                                                                      |             |
| (명칭 미정)                   | 부산항대교                                                             | 남구 | 부산광역시 |                                                                      |             |
| (명칭 미정)                   | 영도 요금소 감만 요금소                                                | | 부산광역시 |                                                                      |             |
| (명칭 미정)                   | (용당동)                                                               | 신선로 | 부산광역시 | 임시 교차로                                                          |             |
| (명칭 미정)                   | 신선대지하차도                                                         | | 부산광역시 | 연장 2,637m                                                          |             |
| 신선로                        | 남부운전면허시험장 교차로 (대연고가교)                                 | 부산광역시도 제2002호선 (용소로) (용호로)                                                                                     | 부산광역시 |                                                                      |             |
| 신선로                        | 도시가스 교차로 (49호 광장)                                            | 부산광역시도 제24호선 (황령대로) 부산광역시도 제2401호선 (광안해변로) 부산광역시도 제6604호선 (분포로)                        | 부산광역시 | 고가 구간 자동차 전용도로                                            |             |
| 광안대로                      | 도시가스 교차로 (49호 광장)                                            | 부산광역시도 제24호선 (황령대로) 부산광역시도 제2401호선 (광안해변로) 부산광역시도 제6604호선 (분포로)                        | 부산광역시 | 고가 구간 자동차 전용도로                                            |             |
| 광안대교                      |                                                                        | | 부산광역시 |                                                                      |             |
| 해운대구                      |                                                                        | | 부산광역시 |                                                                      |             |
| (벡스코 요금소 입구)          | 부산광역시도 제77호선 (장산로)                                         | | 부산광역시 |                                                                      |             |
| 센텀시티지하차도              |                                                                        | | 부산광역시 |                                                                      |             |
| 수영강변 요금소               |                                                                        | | 부산광역시 |                                                                      |             |
| (대도심터널)                  | (만덕 ~ 센텀 대도심터널)                                               | 부산광역시도 제44호선 (수영강변대로)                                                                                          | 부산광역시 | 미개통                                                               |             |
| (대도심터널)                  | (나들목 명칭 미정)                                                     | 국도 제7호선 부산광역시도 제61호선 (중앙대로)                                                                                 | 부산광역시 | 미개통                                                               | 연제구      |
| (대도심터널)                  | (만덕 ~ 센텀 대도심터널)                                               | | 부산광역시 | 미개통                                                               | 연제구      |
| (대도심터널)                  | 동래구                                                                 | | 부산광역시 | 미개통                                                               |             |
| (대도심터널)                  | 북구                                                                   | | 부산광역시 | 미개통                                                               |             |
| 만덕대로                      | 만덕사거리                                                             | 부산광역시도 제40호선 (만덕대로) 부산광역시도 제3502호선 (만덕2로) 부산광역시도 제4001호선 (구만덕로) 만덕1로 만덕대로290번길 | 부산광역시 | 부산광역시도 제40호선과 중복                                         |             |
| 만덕대로                      | 구포 나들목 (고속도로입구 교차로)                                      | 부산광역시도 제40호선 (만덕대로)                                                                                              | 부산광역시 | 부산광역시도 제40호선과 중복 덕천 방면 진입 불가 만덕 방면 진출 불가 |             |
| 남해고속도로 연결도로         | 구포 나들목 (고속도로입구 교차로)                                      | 부산광역시도 제40호선 (만덕대로)                                                                                              | 부산광역시 | 부산광역시도 제40호선과 중복 덕천 방면 진입 불가 만덕 방면 진출 불가 |             |
| 덕천IC 교차로                 | 부산광역시도 제4105호선 (의성로)                                       | 덕천 방면 진출 불가 만덕 방면 진입 불가                                                                                       | 부산광역시 |                                                                      |             |
| 덕천 나들목                   | 10호선 남해고속도로 부산광역시도 제55호선 (강변대로)                   | | 부산광역시 |                                                                      |             |
| 덕천 나들목                   | 10호선 남해고속도로 부산광역시도 제55호선 (강변대로)                   | 강변대로 | 부산광역시 |                                                                      |             |
| 덕천교 강변대교               |                                                                        | | 부산광역시 |                                                                      |             |
| (삼락10회차교)                |                                                                        | 신평 방면으로 유턴가능 | 부산광역시 |                                                                      |             |
| 삼락 나들목                   | 55호선 중앙고속도로 부산광역시도 제33호선 (관문대로)                   | 사상구 | 부산광역시 |                                                                      |             |
| (사상경찰서 교차로)           | 부산광역시도 제41호선 (낙동대로) 부산광역시도 제4104호선 (삼덕로)      | 사상구 | 부산광역시 | 금곡 방면 진입만 가능                                                |             |
| (괘법교 서단)                 | 부산광역시도 제41호선 (낙동대로)                                       | 사상구 | 부산광역시 | 신평 방면 진출만 가능                                                |             |
| 감전 교차로                   | 부산광역시도 제41호선 (낙동대로) 부산광역시도 제4102호선 (장인로)      | 사상구 | 부산광역시 |                                                                      |             |
| 학장1교                       |                                                                        | 사상구 | 부산광역시 |                                                                      |             |
| (부산농수산물시장)            | 농산물시장로                                                           | 사상구 | 부산광역시 |                                                                      |             |
| 하단강변삼거리                | 하신번영로                                                             | 사하구 | 부산광역시 |                                                                      |             |
| 하굿둑 교차로                 | 국도 제2호선 국도 제77호선 부산광역시도 제10호선 (낙동남로) 하신번영로 | 사하구 | 부산광역시 | 하신번영로 금곡 방면만 진출입 가능                                   |             |
| 괴정1교 괴정2교               |                                                                        | 사하구 | 부산광역시 |                                                                      |             |
| 신평 교차로                   | 하신번영로151번길                                                      | 사하구 | 부산광역시 |                                                                      |             |
| 을숙도대교 교차로 (66호 광장) | 부산광역시도 제43호선 (다대로) 부산광역시도 제77호선 (을숙도대로)      | 사하구 | 부산광역시 |                                                                      |             |

## 성과
- 2014년 5월 22일 0시부로 부산항대교가 개통하여 거가대교 ~ 가덕대교 ~ 신호대교 ~ 을숙도대교 ~ 남항대교 ~ 부산항대교 ~ 광안대교로 이어지는 총길이 52km의 해안 순환 도로망이 완성되었다. 이 도로의 완전 개통으로 명지녹산국가산업단지와 부산신항, 그리고 거제도로 가는 거리와 시간이 기존보다 단축되면서 앞으로 부산 경제개발에 큰 도움이 될 것으로 기대되고 있다.

## 같이 보기
- 남항대교
- 부산항대교
- 제2만덕터널
- 황령터널
- 천마터널